# Spathuliger gomyi
Spathuliger gomyi är en skalbaggsart som beskrevs av Jean François Villiers 1970. Spathuliger gomyi ingår i släktet Spathuliger och familjen långhorningar. Inga underarter finns listade i Catalogue of Life.